# دکه

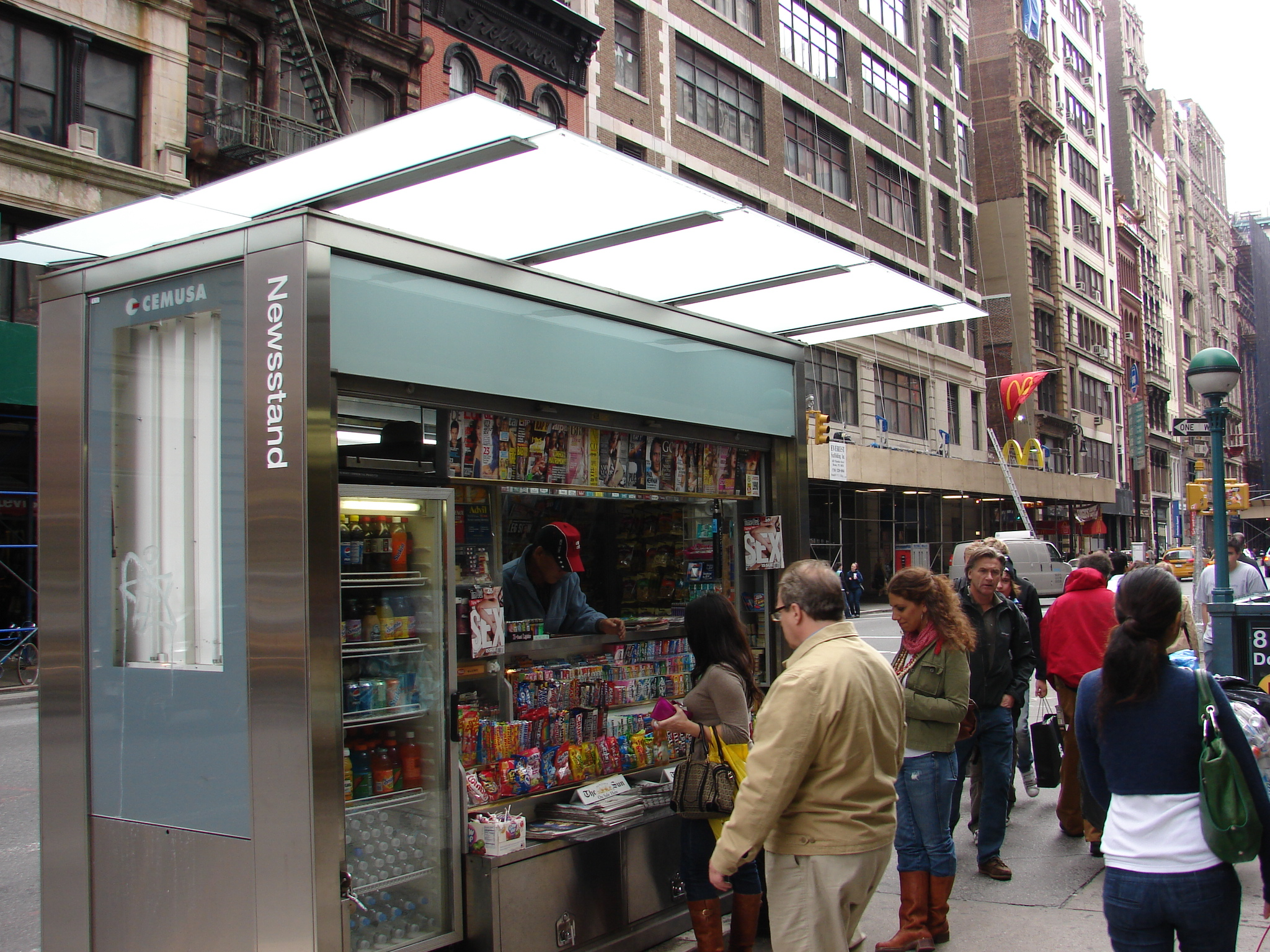
دکه روزنامه‌فروشی در شهر نیویورک

دکه، دکه مطبوعاتی، باجه روزنامه‌فروشی یا کیوسک روزنامه‌فروشی، محلی برای توزیع جراید و مطبوعات محلی، ملی یا بین‌المللی است.
شرایط دایر کردن دکه مطبوعاتی در ایران عبارتند از: تابعیت ایران، داشتن معرفی‌نامه، دارا بودن سواد خواندن و نوشتن، نداشتن محکومیت کیفری که موجب سلب حقوق اجتماعی است، کارت پایان خدمت نظام وظیفه یا معافیت از خدمت و عدم اعتیاد. دکه‌ها اغلب اجناس دیگری مانند کیک، بیسکویت، آدامس، شکلات، آبمیوه و سیگار هم عرضه می‌کنند.